# Acacia filifolia
Acacia filifolia é uma espécie de leguminosa do gênero Acacia, pertencente à família Fabaceae.